# 宾雪法尼亚州守望台圣经书社
宾夕法尼亚州守望台圣经书（The Watch Tower Bible and Tract Society of Pennsylvania），是宗教團體耶和华见证人使用的主要法人之一，為非营利组织，其总部位于美国紐約州沃威克。其简称為“守望台”（The Watchtower）或“书社”（The Society）。此法人持有耶和华见证人的出版物所有版权。

## 创立
1881年，圣经考查者开始组织一个协会，第一位主席是威廉·康奈利（William H. Conley），查尔斯·泰兹·罗素作为常务秘书长（Secretary-Treasurer）。同年12月15日协会在宾夕法尼亚注册成立。1884年，罗素成为主席。

## 曾用法人名称
- 锡安的守望台书社（Zion's Watch Tower Tract Society，1884年-1896年)
- 守望台圣经书社（Watch Tower Bible and Tract Society，1896年-1955年)
- 宾夕法尼亚州守望台圣经书（Watch Tower Bible and Tract Society of Pennsylvania[注 1][注 2]，(自1955年)

## 法人代表
| # | 董事长姓名             | 出生日期      | 去世日期       | 任期开始       | 任期结束       |
| - | ---------------------- | ------------- | -------------- | -------------- | -------------- |
| 1 | 查尔斯·泰兹·罗素       | 1852年2月16日 | 1916年10月31日 | 1884年         | 1916年10月31日 |
| 2 | 约瑟夫·富兰克林·卢瑟福 | 1869年11月8日 | 1942年1月8日   | 1917年1月6日   | 1942年1月8日   |
| 3 | 内森·霍默·诺尔         | 1905年4月23日 | 1977年6月8日   | 1942年1月13日  | 1977年6月8日   |
| 4 | 弗雷德里克·威廉·弗朗茨 | 1893年9月12日 | 1992年12月22日 | 1977年6月22日  | 1992年12月22日 |
| 5 | 米尔顿·乔治·韩素尔     | 1920年8月9日  | 2003年3月22日  | 1992年12月30日 | 2000年10月7日  |
| 6 | 堂·A.·亚当斯           | 1925年1月14日 | 2019年12月30日 | 2000年10月7日  | 2014年         |
| 7 | 羅伯特·西蘭柯          | 1947年3月9日  |                | 2014年         |                |

## 主要出版物
- 定期杂志 《守望台》（150多种语言，大语种为半月刊，小语种为月刊）、《警醒!》（月刊，83种语言发行）
- 圣经新世界译本，共有100多种语言
- 中文册子如《辨明圣经的真理》，《上帝对我们有什么要求》、《历史上最伟大的人物》、《人类寻求真神》等

更多出版物列表请参看：耶和华见证人出版物列表

## 参看
- 翻譯說明

1. 1 2 3 4  爲官方中文名稱。
2. 1 2  宾夕法尼亚州守望台圣经书之名稱，英語原文爲The Watch Tower Bible and Tract Society of Pennsylvania，中文翻譯取自. The Watchtower Announcing Jehovah’s Kingdom (Study). 2001/1/15: 第28页  [2019-06-27]. （原始内容存档于2019-06-04） （英语）. 與. 守望台宣扬耶和华的王国(研讀版). 2001/1/15: 第28页  [2019-06-27]. （原始内容存档于2019-06-03） （中文）. 內文<ANNUAL meetings of the Watch Tower Bible and Tract Society of Pennsylvania have been held since January of 1885>與<自1885年1月以來，賓夕法尼亞州守望台聖經書社每年都舉行年會...>對照。
3. ↑  The Watch Tower Bible and Tract Society of Pennsylvania在中華民國內政部宗教團體查詢 （页面存档备份，存于）分支法人登記之中文名稱為财团法人美国宾夕法尼亚州守望台圣经书社台湾分社。
4. ↑  查尔斯·泰兹·罗素之中文翻譯，英語原文爲Charles Taze Russell，取自.   [2019-06-30]. （原始内容存档于2019-06-30） （英语）. Charles Taze Russell與.   [2019-06-30]. （原始内容存档于2019-06-30） （中文）. 查尔斯·泰兹·罗素對照。
5. ↑  内森·霍默·诺尔之中文翻譯，英語原文爲Nathan Homer Knorr，取自.   [2019-06-30]. （原始内容存档于2019-06-30） （英语）. Nathan Homer Knorr was born in Bethlehem, Pennsylvania, U.S.A.與.   [2019-06-30]. （原始内容存档于2019-06-30） （中文）. 内森·霍默·诺尔在美国宾夕法尼亚州的伯利恒出生對照。

### 內部链接
- 耶和华见证人
- 耶和华见证人的合法机构
- 耶和华见证人的组织结构
- 耶和华见证人出版物列表